# 朱慈烜
朱慈烜（1630年1月15日—1630年1月15日），崇禎帝朱由檢第二子、母周皇后。朱慈烜在崇禎二年十二月初三（1630年1月15日）出生，当即夭折，崇禎三年二月初二日（1630年3月15日）定諡號追封為懷隱王。

## 兄弟
1. 悼帝（獻愍太子）朱慈烺
2. 懷隱王朱慈烜
3. 定哀王朱慈炯
4. 永王朱慈炤
5. 宣顯慈應悼靈王朱慈煥
6. 悼懷王朱慈燦
7. 悼良王